# Copa do Mundo de ciclismo em pista de 2018-2019
A 27.ª edição da Copa do Mundo de ciclismo em pista para o ano 2018-2019 foi uma série de várias concorrências de Ciclismo de pista realizado entre 19 de outubro de 2018 e 27 de janeiro de 2019 baixo a organização da União Ciclista Internacional (UCI).

## Provas
A temporada da Copa do Mundo realizaram-se seis concorrências em diferentes países na categoria CDM.
| Data                                    | País          | Lugar                     |
| --------------------------------------- | ------------- | ------------------------- |
| 19 ao 21 de outubro de 2018             | França        | Saint-Quentin-en-Yvelines |
| 26 ao 28 de outubro de 2018             | Canadá        | Milton                    |
| 30 de novembro ao 2 de dezembro de 2018 | Alemanha      | Berlim                    |
| 14 ao 16 de dezembro de 2018            | Reino Unido   | Londres                   |
| 18 ao 20 de janeiro de 2019             | Nova Zelândia | Cambridge                 |
| 25 ao 27 de janeiro de 2019             | Hong Kong     | Hong Kong                 |

### Saint-Quentin-en-Yvelines, França
A primeira rodada celebrou-se na cidade de Saint-Quentin-en-Yvelines na França. A carreira levou-se a cabo durante três dias completos entre 19 e 21 de outubro de 2018 no velódromo nacional de Saint-Quentin-en-Yvelines. O velódromo também acolheu o Campeonato Europeu de Ciclismo em Pista de 2016 e será a sede das provas de ciclismo em pista dos Jogos Olímpicos de Verão de 2024. Tem capacidade para 6.000 espectadores.

### Milton, Canadá
A segunda rodada celebrou-se na Milton no Canadá. Esta rodada levou-se a cabo entre 26 e 28 de outubro de 2018 no velódromo do Mattamy National Cycling Centre|Centro Nacional de Ciclismo Mattamy. A sede foi construída para os Jogos Panamericanos e Parapanamericanos de 2015 que se celebraram em Toronto. É o único velódromo interior homologado em Classe 1 UCI no Canadá.

### Berlim, Alemanha
A terceira rodada celebrou-se em Berlim na Alemanha. A carreira levou-se a cabo durante três dias completos entre 30 de novembro e 2 de dezembro de 2018 no Velódromo de Berlim. Desde 1997 o lugar acolhe as concorrências de ciclismo de pista dos Seis dias de Berlim.

### Londres, Reino Unidos
A quarta rodada celebrou-se em Londres no Reino Unido. Esta rodada realizou-se entre 14 e 16 de dezembro de 2018 no Velódromo de Londres. O lugar tem capacidade para 6750 espectadores e também se utilizou para a série de circuitos da British Revolution e foi o lugar onde a 7 de junho de 2015 o ex-ciclista Bradley Wiggins bateu o recorde da hora com uma marca de 54,526 km, superando em 1589 m ao anterior.

### Cambridge, Nova Zelândia
A penúltima rodada desta temporada da Copa do Mundo celebrou-se em Cambridge na Nova Zelândia. Esta rodada realizou-se entre 18 e 20 de janeiro de 2019 no Avantidrome. O velódromo tem sido sede da Copa do Mundo de ciclismo em pista de 2015-2016 e os Jogos Mundiais Masters.

### Hong Kong
A Ronda final da Copa do Mundo teve lugar no Velódromo da Arena de Minsk em Hong Kong, esta rodada realizou-se entre 25 e 27 de janeiro de 2019. O velódromo tem sido sede da Copa do Mundo de ciclismo em pista de 2015-2016 e do Campeonato Mundial de Ciclismo em Pista de 2017.

## Resultados

### Masculinos
| Evento                                                  | Ganhador                                                                                       | Segundo                                                                                     | Terceiro                                                                                 |
| Saint-Quentin-en-Yvelines (19 ao 21 de outubro de 2018) | Saint-Quentin-en-Yvelines (19 ao 21 de outubro de 2018)                                        | Saint-Quentin-en-Yvelines (19 ao 21 de outubro de 2018)                                     | Saint-Quentin-en-Yvelines (19 ao 21 de outubro de 2018)                                  |
| ------------------------------------------------------- | ---------------------------------------------------------------------------------------------- | ------------------------------------------------------------------------------------------- | ---------------------------------------------------------------------------------------- |
| Velocidade Detalhes                                     | Matthew Glaetzer +0.067/10.200/10.398                                                          | Harrie Lavreysen 9.947/+0.018/+0.297                                                        | Jeffrey Hoogland 10.498/10.508                                                           |
| Velocidade por equipas Detalhes                         | Países Baixos Roy van dnk Berg Jeffrey Hoogland Sam Ligtlee 42.939                             | França Grégory Baugé Sébastien Vigier Michaël D'Almeida 43.566                              | Rússia Pavel Yakushevskiy Denis Dmitriev Shane Perkins 43.771                            |
| Perseguição por equipas Detalhes                        | Dinamarca Julius Johansen Lasse Norman Hansen Rasmus Pedersen Casper von Folsach               | Reino Unido Oliver Wood Mark Stewart Ed Clancy Kian Emadi                                   | Itália Michele Scartezzini Liam Bertazzo Filippo Ganna Francesco Lamon                   |
| Keirin Detalhes                                         | Yuta Wakimoto 10.249                                                                           | Eddie Dawkins +0.079                                                                        | Krzysztof Maksel +0.128                                                                  |
| Carreira por pontos Detalhes                            | Moritz Malcharek 53 pts                                                                        | Mark Stewart 45 pts                                                                         | Christos Volikakis 43 pts                                                                |
| Scratch Detalhes                                        | Stefan Matzner                                                                                 | Leigh Howard                                                                                | Adrien Garel                                                                             |
| Madison Detalhes                                        | Dinamarca Lasse Norman Hansen Michael Mørkøv 39 pts                                            | Polónia Wojciech Pszczolarski Daniel Staniszewski 19 pts                                    | Austrália Kelland O'Brien Leigh Howard 17 pts                                            |
| Omnium Detalhes                                         | Albert Torres 174 pts                                                                          | Oliver Wood 142 pts                                                                         | Benjamin Thomas 139 pts                                                                  |
| Milton (26 ao 28 de outubro de 2018)                    |                                                                                                |                                                                                             |                                                                                          |
| Velocidade Detalhes                                     | Matthew Glaetzer +0.101/10.085/10.271                                                          | Harrie Lavreysen 9.912/+0.040/+0.093                                                        | Jeffrey Hoogland 10.000/9.956                                                            |
| Velocidade por equipas Detalhes                         | Países Baixos Nils van 't Hoenderdaal Harrie Lavreysen Jeffrey Hoogland Sam Ligtlee 42.828     | BEAT Cycling Clube Roy van dnk Berg Theo Bos Matthijs Büchli 43.306                         | Reino Unido Ryan Owens Philip Hindes Jason Kenny 43.126                                  |
| Perseguição por equipas Detalhes                        | Dinamarca Casper von Folsach Lasse Norman Hansen Julius Johansen Rasmus Pedersen 3:53.499      | HUUB Wattbike Test Team John Archibald Daniel Bigham Harry Tanfield Jonathan Wale 3:56.699  | Reino Unido Oliver Wood Steven Burke Ed Clancy Kian Emadi Mark Stewart 3:54.134          |
| Keirin Detalhes                                         | Jason Kenny 10.335                                                                             | Hugo Barrette +0.042                                                                        | Matthijs Büchli +0.089                                                                   |
| Scratch Detalhes                                        | Vitaliy Hryniv                                                                                 | Oliver Wood                                                                                 | Christos Volikakis                                                                       |
| Madison Detalhes                                        | Dinamarca Casper von Folsach Julius Johansen 38 pts                                            | Reino Unido Mark Stewart Oliver Wood 28 pts                                                 | Estados Unidos Daniel Holloway Adrian Hegyvary 25 pts                                    |
| Ómnium Detalhes                                         | Benjamin Thomas 144 pts                                                                        | Mark Stewart 134 pts                                                                        | Campbell Stewart 132 pts                                                                 |
| Berlim (30 de novembro ao 2 de dezembro de 2018)        |                                                                                                |                                                                                             |                                                                                          |
| Velocidade Detalhes                                     | Matthew Glaetzer 10.223/10.443                                                                 | Matthijs Büchli +0.032/+0.032                                                               | Rayan Helal 10.419/10.381                                                                |
| Velocidade por equipas Detalhes                         | Países Baixos Harrie Lavreysen Jeffrey Hoogland Nils van 't Hoenderdaal Sam Ligtlee 42.467     | Reino Unido Jason Kenny Philip Hindes Ryan Owens Jack Carlin 42.981                         | Alemanha Joachim Eilers Fraude Bichler Stefan Bötticher Maximilian Levy 43.778           |
| Perseguição por equipas Detalhes                        | Austrália Alexander Porter Kelland O'Brien Leigh Howard Cameron Scott 3:51.210                 | Dinamarca Lasse Norman Hansen Casper von Folsach Julius Johansen Rasmus Pedersen 3:54.703   | Canadá Derek Gee Michael Foley Aidan Caves Jay Lamoureux Adam Jamieson 3:56.339          |
| Quilómetro Contrarrelógio Detalhes                      | Joachim Eilers 1:00.645                                                                        | Quentin Lafargue 1:00.660                                                                   | Theo Bos 1:00.868                                                                        |
| Keirin Detalhes                                         | Matthijs Büchli 10.483                                                                         | Matthew Glaetzer +0.213                                                                     | Azizulhasni Awang +0.240                                                                 |
| Omnium Detalhes                                         | Sam Welsford 128 pts                                                                           | Albert Torres 118 pts                                                                       | Jan-Willem van Schip 113 pts                                                             |
| Madison Detalhes                                        | Dinamarca Lasse Norman Hansen Casper von Folsach 44 pts                                        | Reino Unido Oliver Wood Mark Stewart 30 pts                                                 | Alemanha Roger Kluge Theo Reinhardt 24 pts                                               |
| Londres (14 ao 16 de dezembro de 2018)                  |                                                                                                |                                                                                             |                                                                                          |
| Velocidade Detalhes                                     | Harrie Lavreysen 10.108/10.282                                                                 | Matthew Glaetzer +0.092/+0.411                                                              | Jeffrey Hoogland +0.021/10.595/10.294                                                    |
| Velocidade por equipas Detalhes                         | Países Baixos Harrie Lavreysen Matthijs Büchli Roy van dnk Berg Jeffrey Hoogland 42.789        | Reino Unido Ryan Owens Philip Hindes Joseph Truman Jason Kenny 44.186                       | Alemanha Joachim Eilers Fraude Bichler Maximilian Levy 44.001                            |
| Perseguição por equipa Detalhes                         | HUUB Wattbike Teste Team John Archibald Ashton Lambie Daniel Bigham Jonathan Wale 3:57.726     | Bélgica Fabio Van dnk Bossche Robbe Ghys Kenny De Ketele Lindsay De Vylder 3:59.014         | Reino Unido Matthew Walls Fred Wright Ethan Vernon William Tidball Ethan Hayter 3:59.609 |
| Keirin Detalhes                                         | Matthijs Büchli 10.315                                                                         | Azizulhasni Awang +0.033                                                                    | Theo Bos +0.180                                                                          |
| Omnium Detalhes                                         | Matthew Walls 131 pts                                                                          | Ignacio Prado 123 pts                                                                       | Elia Viviani 114 pts                                                                     |
| Madison Detalhes                                        | Dinamarca Julius Johansen Casper von Folsach 46 pts                                            | Reino Unido Matthew Walls Fred Wright 30 pts                                                | Espanha Sebastián Mora Albert Torres 21 pts                                              |
| Cambridge (18 ao 20 de janeiro de 2019)                 |                                                                                                |                                                                                             |                                                                                          |
| Velocidade Detalhes                                     | Nathan Hart 10.391/10.115                                                                      | Mateusz Rudyk +0.345/+0.107                                                                 | Sébastien Vigier 10.298/+0.023/10.342                                                    |
| Velocidade por equipas Detalhes                         | Nova Zelândia Ethan Mitchell Sam Webster Eddie Dawkins 43.121                                  | Austrália Nathan Hart Jacob Schmid Thomas Clarke 43.734                                     | França Grégory Baugé Sébastien Vigier Michaël D'Almeida Quentin Lafargue 43.328          |
| Perseguição por equipa Detalhes                         | Nova Zelândia Regan Gough Campbell Stewart Jordan Kerby Nicholas Kergozou Tom Sexton 3:50.159  | Canadá Aidan Caves Derek Gee Adam Jamieson Jay Lamoureux Vincent De Haître 3:53.156         | Suíça Claudio Imhof Stefan Bissegger Frank Pasche Cyrille Thièry Lukas Rüegg 3:55.204    |
| Keirin Detalhes                                         | Eddie Dawkins 10.266                                                                           | Quentin Lafargue +0.051                                                                     | Yudai Nitta +0.070                                                                       |
| Scratch Detalhes                                        | Christos Volikakis                                                                             | Théry Schir                                                                                 | Stefan Matzner                                                                           |
| Omnium Detalhes                                         | Claudio Imhof 113 pts                                                                          | Raman Tsishkou 112 pts                                                                      | Liam Bertazzo 108 pts                                                                    |
| Madison Detalhes                                        | Nova Zelândia Campbell Stewart Aaron Gate 76 pts                                               | Países Baixos Yoeri Havik Roy Pieters 30 pts                                                | Estados Unidos Daniel Holloway Adrian Hegyvary 26 pts                                    |
| Hong Kong (25 ao 27 de janeiro de 2019)                 |                                                                                                |                                                                                             |                                                                                          |
| Velocidade Detalhes                                     | Thomas Clarke 10.823/10.418                                                                    | James Brister +0.015/+0.077                                                                 | Xu Chao 10.258/10.319                                                                    |
| Velocidade por equipas Detalhes                         | Austrália Matthew Richardson Thomas Clarke James Brister 43.815                                | Japão Kazuki Amagai Yudai Nitta Tomohiro Fukaya 44.148                                      | Portugal Mateusz Minhałek Maciej Bielecki Patryk Rajkowski 44.202                        |
| Perseguição por equipa Detalhes                         | Itália Liam Bertazzo Francesco Lamon Filippo Ganna Davide Plebani Michele Scartezzini 3:53.478 | Estados Unidos Daniel Summerhill Ashton Lambie Colby Lange Eric Young Gavin Hoover 3:59.215 | Austrália Godfrey Slattery Jarrad Drizners Conor Leahy Lucas Plapp Sam Welsford 3:57.423 |
| Keirin Detalhes                                         | Theo Bos 10.535                                                                                | Tomoyuki Kawabata +0.024                                                                    | Oh Je-seok +0.083                                                                        |
| Scratch Detalhes                                        | Guo Liang                                                                                      | Adrian Hegyvary                                                                             | Clément Davy                                                                             |
| Omnium Detalhes                                         | Cameron Meyer 134 pts                                                                          | Campbell Stewart 116 pts                                                                    | Niklas Larsen 114 pts                                                                    |
| Madison Detalhes                                        | Nova Zelândia Thomas Sexton Campbell Stewart 33 pts                                            | Austrália Sam Welsford Kelland O'Brien 29 pts                                               | França Benjamin Thomas Florian Maitre 21 pts                                             |

### Femininos
| Evento                                                  | Ganhador                                                                                            | Segundo                                                                                   | Terceiro                                                                                            |
| Saint-Quentin-en-Yvelines (19 ao 21 de outubro de 2018) | Saint-Quentin-en-Yvelines (19 ao 21 de outubro de 2018)                                             | Saint-Quentin-en-Yvelines (19 ao 21 de outubro de 2018)                                   | Saint-Quentin-en-Yvelines (19 ao 21 de outubro de 2018)                                             |
| ------------------------------------------------------- | --------------------------------------------------------------------------------------------------- | ----------------------------------------------------------------------------------------- | --------------------------------------------------------------------------------------------------- |
| Velocidade Detalhes                                     | Lee Wai Sze 11.380/10.979                                                                           | Stephanie Morton +0.002/+0.190                                                            | Daria Shmeleva +0.026/11.568/11.648                                                                 |
| Velocidade por equipas Detalhes                         | Gazprom-RusVelo Daria Shmeleva Anastasia Voynova 32.820                                             | Austrália Kaarle McCulloch Stephanie Morton 32.821                                        | Rússia Olena Starikova Lyubov Basova 33.095                                                         |
| Perseguição por equipas Detalhes                        | Austrália Kristina Clonam Ashlee Ankudinoff Georgia Baker Macey Stewart 4:16.957                    | Nova Zelândia Bryony Botha Rushlee Buchanan Holly Edmondston Kirstie James 4:17.560       | Itália Letizia Paternoster Elisa Balsamo Marta Cavalli Silvia Valsecchi 4:19.428                    |
| Keirin Detalhes                                         | Laurine van Riessen 11.408                                                                          | Daria Shmeleva +0.025                                                                     | Lee Wai Sze +0.073                                                                                  |
| Carreira por pontos Detalhes                            | Maria Giulia Confalonieri 34 pts                                                                    | Ganna Solovei 33 pts                                                                      | Charlotte Becker 30 pts                                                                             |
| Scratch Detalhes                                        | Ashlee Ankudinoff                                                                                   | Megan Barker                                                                              | Daria Pikulik                                                                                       |
| Madison Detalhes                                        | Dinamarca Amalie Dideriksen Julie Leth 23 pts                                                       | Reino Unido Neah Evans Emily Kay 23 pts                                                   | Austrália Georgia Baker Macey Stewart 19 pts                                                        |
| Omnium Detalhes                                         | Kirsten Wild 125 pts                                                                                | Letizia Paternoster 116 pts                                                               | Neah Evans 109 pts                                                                                  |
| Milton (26 ao 28 de outubro de 2018)                    | |                                                                                           | |
| Velocidade Detalhes                                     | Lee Wai Sze 11.361/11.353                                                                           | Emma Hinze +0.091/+0.138                                                                  | Stephanie Morton +0.056/11.322                                                                      |
| Velocidade por equipas Detalhes                         | Austrália Stephanie Morton Kaarle McCulloch 32.456                                                  | Alemanha Emma Hinze Miriam Welte 32.693                                                   | Rússia Daria Shmeleva Anastasia Voynova 32.692                                                      |
| Perseguição por equipas Detalhes                        | Reino Unido Laura Kenny Katie Archibald Elinor Barker Eleanor Dickinson 4:18.138                    | Itália Elisa Balsamo Marta Cavalli Simona Frapporti Silvia Valsecchi 4:21.936             | Nova Zelândia Rushlee Buchanan Kirstie James Bryony Botha Holly Edmondston Ellesse Andrews 4:19.247 |
| Keirin Detalhes                                         | Madalyn Godby 11.376                                                                                | Stephanie Morton +0.050                                                                   | Martha Bayona +0.090                                                                                |
| Scratch Detalhes                                        | Aleksandra Goncharova                                                                               | Olivija Baleišytė                                                                         | Jennifer Valente                                                                                    |
| Madison Detalhes                                        | Reino Unido Katie Archibald Elinor Barker 36 pts                                                    | Dinamarca Amalie Dideriksen Julie Leth 19 pts                                             | Canadá Allison Beveridge Stephanie Roorda 13 pts                                                    |
| Ómnium Detalhes                                         | Laura Kenny 133 pts                                                                                 | Lizbeth Salazar Vazquez 115 pts                                                           | Jennifer Valente 113 pts                                                                            |
| Berlim (30 de novembro ao 2 de dezembro de 2018)        | |                                                                                           | |
| Velocidade Detalhes                                     | Stephanie Morton 11.412/11.380                                                                      | Anastasia Voynova +0.071/+0.182                                                           | Olena Starikova 11.534/+0.015/11.416                                                                |
| Velocidade por equipas Detalhes                         | Rússia Daria Shmeleva Anastasia Voynova 32.633                                                      | Alemanha Miriam Welte Emma Hinze Pauline Grabosch 32.922                                  | China Zhong Tianshi Lin Junhong 33.336                                                              |
| Perseguição por equipas Detalhes                        | Reino Unido Katie Archibald Emily Kay Laura Kenny Emily Nelson Jessica Roberts 4:16.153             | Austrália Annette Edmondson Ashlee Ankudinoff Georgia Baker Amy Cure 4:16.413             | Canadá Allison Beveridge Ariane Bonhomme Annie Foreman-Mackey Stephanie Roorda Kinley Gibson        |
| 500m Contrarrelógio Detalhes                            | Olena Starikova 33.210                                                                              | Miriam Welte 33.400                                                                       | Daria Shmeleva 32.435                                                                               |
| Keirin Detalhes                                         | Laurine van Riessen 11.151                                                                          | Emma Hinze +0.071                                                                         | Yuka Kobayashi +0.128                                                                               |
| Omnium Detalhes                                         | Katie Archibald 132 pts                                                                             | Letizia Paternoster 118 pts                                                               | Jennifer Valente 116 pts                                                                            |
| Madison Detalhes                                        | Reino Unido Laura Kenny Emily Nelson 37 pts                                                         | Dinamarca Amalie Dideriksen Julie Leth 28 pts                                             | Bélgica Lotte Kopecky Jolien D'Hoore 14 pts                                                         |
| Londres (14 ao 16 de dezembro de 2018)                  | |                                                                                           | |
| Velocidade Detalhes                                     | Stephanie Morton 11.212/11.196                                                                      | Emma Hinze +0.031/+0.076                                                                  | Laurine van Riessen 11.448/11.336                                                                   |
| Velocidade por equipas Detalhes                         | China Zhong Tianshi Lin Junhong 32.771                                                              | Alemanha Emma Hinze Miriam Welte Pauline Grabosch 32.808                                  | Países Baixos Kyra Lamberink Shanne Braspennincx Hetty van de Wouw 33.145                           |
| Perseguição por equipa Detalhes                         | Reino Unido Laura Kenny Katie Archibald Neah Evans Eleanor Dickinson Elinor Barker                  | Reino Unido Christina Birch Kelly Catlin Kimberly Geist Emma White Jennifer Valente       | Itália Elisa Balsamo Vittoria Guazzini Simona Frapporti Silvia Valsecchi 4:23.765                   |
| Keirin Detalhes                                         | Stephanie Morton 11.297                                                                             | Daria Shmeleva +0.012                                                                     | Urszula Łouś +0.012                                                                                 |
| Omnium Detalhes                                         | Kirsten Wild 124 pts                                                                                | Jennifer Valente 118 pts                                                                  | Allison Beveridge 106 pts                                                                           |
| Madison Detalhes                                        | Reino Unido Katie Archibald Laura Kenny 34 pts                                                      | Austrália Amy Cure Annette Edmondson 19 pts                                               | Bélgica Jolien D'Hoore Lotte Kopecky 17 pts                                                         |
| Cambridge (18 ao 20 de janeiro de 2019)                 | |                                                                                           | |
| Velocidade Detalhes                                     | Lee Wai Sze 11.208/11.142                                                                           | Olena Starikova +0.226/+0.151                                                             | Kaarle McCulloch +0.022/11.576/11.498                                                               |
| Velocidade por equipas Detalhes                         | China Song Chaorui Bao Shanju 33.460                                                                | França Sandie Clair Mathilde Gros 33.624                                                  | Polónia Marlena Karwacka Urszula Łouś 33.710                                                        |
| Perseguição por equipa Detalhes                         | Nova Zelândia Racquel Sheath Bryony Botha Rushlee Buchanan Kirstie James Michaela Drummond 4:16.028 | Canadá Allison Beveridge Ariane Bonhomme Annie Foreman-Mackey Georgia Simmerling 4:17.270 | Itália Elisa Balsamo Letizia Paternoster Martina Alzini Marta Cavalli 4:18.069                      |
| Keirin Detalhes                                         | Lee Wai Sze 11.408                                                                                  | Katy Marchant +0.004                                                                      | Lyubov Basova +0.080                                                                                |
| Scratch Detalhes                                        | Martina Fidanza                                                                                     | Daria Pikulik                                                                             | Jessy Hodges                                                                                        |
| Omnium Detalhes                                         | Claudio Imhof 113 pts                                                                               | Raman Tsishkou 112 pts                                                                    | Liam Bertazzo 108 pts                                                                               |
| Madison Detalhes                                        | Bélgica Jolien D'Hoore Lotte Kopecky 39 pts                                                         | Itália Letizia Paternoster Maria Giulia Confalonieri 27 pts                               | Nova Zelândia Racquel Sheath Rushlee Buchanan 9 pts                                                 |
| Hong Kong (25 ao 27 de janeiro de 2019)                 | |                                                                                           | |
| Velocidade Detalhes                                     | Lee Wai Sze 11.545/11.793                                                                           | Lee Hye-jin +0.477/+1.233                                                                 | Simona Krupeckaitė 11.440/11.453                                                                    |
| Velocidade por equipas Detalhes                         | China Lin Junhong Zhong Tianshi Guo Yufang 32.934                                                   | Ucrânia Olena Starikova Lyubov Basova 33.430                                              | Lituânia Miglė Marozaitė Simona Krupeckaitė 33.480                                                  |
| Perseguição por equipa Detalhes                         | Itália Elisa Balsamo Letizia Paternoster Martina Alzini Marta Cavalli 4:17.833                      | Alemanha Franziska Brauße Gudrun Estoque Charlotte Becker Lisa Klein 4:23.289             | Nova Zelândia Lauren Ellis Ellesse Andrews Michaela Drummond Emily Shearman Jessy Hodges 4:21.331   |
| Keirin Detalhes                                         | Lee Wai Sze 11.253                                                                                  | Riyu Oita +0.088                                                                          | Jessica Lee +0.142                                                                                  |
| Scratch Detalhes                                        | Martina Fidanza                                                                                     | Alex Martin-Wallace                                                                       | Jolien D'Hoore                                                                                      |
| Omnium Detalhes                                         | Kirsten Wild 137 pts                                                                                | Laurie Berthon 114 pts                                                                    | Alexandra Manly 109 pts                                                                             |
| Madison Detalhes                                        | Nova Zelândia Kirsten Wild Amy Pieters 29 pts                                                       | Bélgica Lotte Kopecky Jolien D'Hoore 24 pts                                               | Itália Elisa Balsamo Maria Giulia Confalonieri 12 pts                                               |

## Classificações finais
- As classificações finalizaram da seguinte forma:[2]

### Países
| Pos | País/Equipa   | Saint-Quentin-en-Yvelines | Milton | Berlim | Londres | Cambridge | Hong Kong | Total   |
| --- | ------------- | ------------------------- | ------ | ------ | ------- | --------- | --------- | ------- |
| 1.  | Austrália     | 6315,0                    | 3375,0 | 5225,0 | 2475,0  | 4265,0    | 6386,0    | 28041,0 |
| 2.  | Reino Unido   | 6837,5                    | 6251,0 | 5876,0 | 6526,0  | 950,0     | 350,0     | 26790,5 |
| 3.  | Alemanha      | 5415,0                    | 4991,0 | 5885,0 | 4190,0  | 530,0     | 4218,5    | 25229,5 |
| 4.  | França        | 5435,0                    | 5687,5 | 1975,0 | 3840,0  | 2825,0    | 4540,0    | 24302,5 |
| 5.  | Itália        | 4551,0                    | 2978,0 | 3435,0 | 3190,0  | 3900,0    | 4625,0    | 22679,0 |
| 6.  | Polónia       | 4839,5                    | 3484,5 | 3484,5 | 3844,5  | 3160,0    | 3632,0    | 22092,5 |
| 7.  | Nova Zelândia | 5060,0                    | 4588,5 | -      | 225,0   | 7000,0    | 3321,0    | 20194,5 |
| 8.  | Países Baixos | 4636,0                    | 3225,0 | 5360,0 | 4500,0  | 860,0     | 1500,0    | 20081,0 |
| 9.  | Ucrânia       | 3876,0                    | 1805,0 | 2725,0 | 2016,0  | 3575,0    | 2855,0    | 16852,0 |
| 10. | Rússia        | 3740,0                    | 3235,0 | 3423,5 | 1305,5  | 2628,5    | 2186,0    | 16518,5 |